# マイクロドライブ
マイクロドライブ（Microdrive）は、日立グローバルストレージテクノロジーズ（現・HGST）が製造および販売していた、1インチ径のハードディスクドライブ（HDD）である。

## 概要

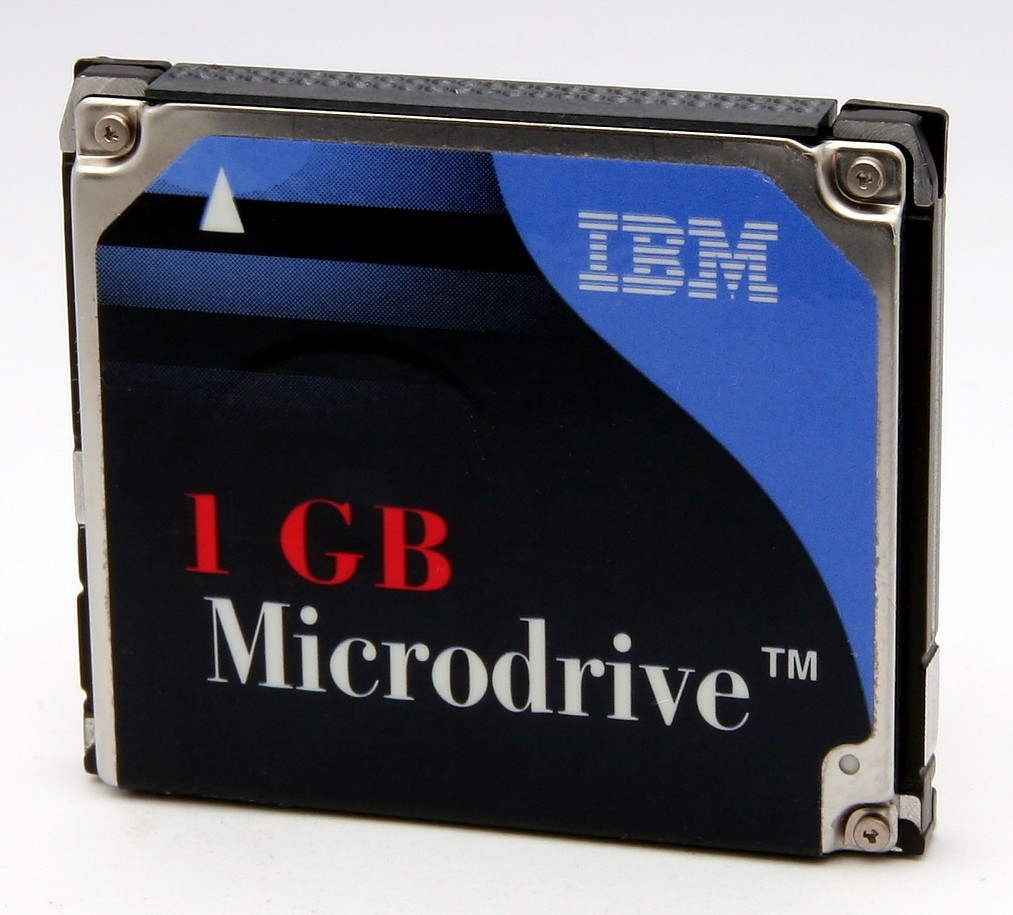
マイクロドライブ

TypeIIのコンパクトフラッシュ（CF）カードと同じ規格の筐体に、1インチHDDを組み込んだ製品である。基本的にほとんどのコンパクトフラッシュ対応機器との互換利用が可能である。2005年発売の8GBが最大容量であった。
IBMが開発し、製造販売を行っていたが、同社がHDD事業部門を日立製作所に売却した事に伴い、2003年以降は日立グローバルストレージテクノロジーズ（HGST）が製造販売していた。この際、ブランドロゴをIBMからHITACHIに変更した。Microdrive、マイクロドライブはHGSTの登録商標である。
HDDであるため低価格の大容量化が可能であり、登場後しばらくは容量当たりの価格でメモリーカードより安価であり、コンパクトフラッシュメモリカードよりも大容量だった。しかし、その後のフラッシュメモリの急速な大容量化と低価格化によって、この利点も失われてしまっている。デジタルカメラなどの電子媒体として単体販売されているほか、AppleのiPod miniやクリエイティブテクノロジーのNOMAD MuVo2などの携帯型音楽プレイヤーでは内蔵部品として使用されていた。
iPod miniは小型軽量化がユーザーに歓迎されヒットしたものの、発売の翌2005年にはフラッシュメモリ採用のiPod nanoを投入しiPod miniは早々に生産終了となるなど、フラッシュメモリの急速な進歩に太刀打ちできずマイクロドライブ市場は終息に向かっていった。HDDであるため、モーターによってディスクを駆動していることから加重や衝撃に弱く（軽量なので3.5/2.5型HDDよりは衝撃に強い）、発熱や消費電力が大きい。また、転送速度もiPod mini搭載の機種で実効毎秒4.3～7.2MB程度であり、毎秒5～7MB程度に達していた同時期のコンパクトフラッシュと同程度であったものの、1〜2年後には12MBや20MB程度に高速化した製品を実現したコンパクトフラッシュの進歩の早さには追いつけなかった。
基本的にはコンパクトフラッシュカードスロットを備えている機器で利用できるが、消費電力が大きいため、カードスロットの電源供給が追いつかず、非対応としている機種があり、特にマイクロドライブ登場当初は対応機種はあまり多くなかった。また、TypeIの厚さしかないスロットには装着できず、元から非対応である。またFAT32に対応していない機種では認識できない場合がある。CFとは電気的な特性のみならず物理的な特性も違う（特に消費電力と発熱の違い）ため、メーカーが公表している対応表を参照して判断するべきである。対応表に使用可否の記載がないものは、動作確認されていないだけでそのまま使える場合もあるが、発熱による変形や誤動作など何らかの不具合が生じる可能性もある。
東芝が製造していたGENIO eシリーズでは、各機種にマイクロドライブ付きモデルが用意されていた。
1インチHDDを使用した同様の製品は他にシーゲイト・テクノロジー・GS Magicstorなどが出荷していた。しかしこの「コンパクトフラッシュ状のHDDカード」には統一名称が存在しなかったため、これらの他社製品を含めた総称として、便宜的にマイクロドライブの名が用いられるときがある。

## 製品出荷状況
- 340MB - 1999年6月28日[1]
- 1GB/512MB - 2000年7月[4]
- 4GB/2GB - 2003年11月[2]
- 6GB - 2005年2月[5]
- 8GB - 2005年10月[6]